# Бердичівський ґебіт
Бердичівський ґебі́т (нім. Kreisgebiet Berditschew «Бердичівська округа») — адміністративно-територіальна одиниця Житомирської генеральної округи райхскомісаріату Україна з центром у Бердичеві. 

## Історія
Округу утворено 20 жовтня 1941 опівдні на території міста Бердичева та, ймовірно, Андрушівського і Бердичівського районів тогочасної Житомирської області. Одночасно на території Чуднівського району Житомирської області виник Чуднівський ґебі́т (нім. Kreisgebiet Tschudnow).
12 грудня 1942 з частини Бердичівського (смуга вздовж північної межі Бердичівського району і частина Андрушівського району довкола села Ляхівці) та частини Житомирського (вигин Житомирського району на південь від Житомира і частина Троянівського району на схід від річки Гнилоп'ять) ґебітів виділився новий ґебіт Гегевальд. Водночас іншу частину Бердичівської округи (залишок Троянівського району) було приєднано до Житомирської округи.
1 квітня 1943 тодішні Бердичівський і Чуднівський ґебіти об’єдналися в один новий Бердичівський ґебіт, а також відбулося остаточне визначення меж Гегевальда.
Станом на 1 вересня 1943 Бердичівський ґебіт поділявся на 7 німецьких районів: міський район Бердичева (нім. Rayon Berditschew-Stadt) і Андрушівський (нім. Rayon Andruschewka), Бердичівський (нім. Rayon Berditschew-Land), Любарський (нім. Rayon Lubar),  Романівський (нім. Rayon Romanow), Янушпільський (нім. Rayon Januschpol) і Чуднівський (нім. Rayon Tschudnow).
У Бердичеві з 19 серпня 1941 по 1943 рік виходив часопис «Нова доба», редактором якого був В. Семенюк. 
5 січня 1944 року адміністративний центр округи відвоювали радянські війська.